# Kingston (Tasmania)
Kingston è una città della Tasmania, in Australia; essa si trova 15 chilometri a sud di Hobart ed è la sede della Municipalità di Kingborough. Al censimento del 2006 contava 8.538 abitanti.